# Karashen
Karashen ou Qarashen (en arménien Քարաշեն) est une communauté rurale du marz de Syunik en Arménie. En 2008, elle compte 635 habitants.